# Sklaverei im antiken Griechenland

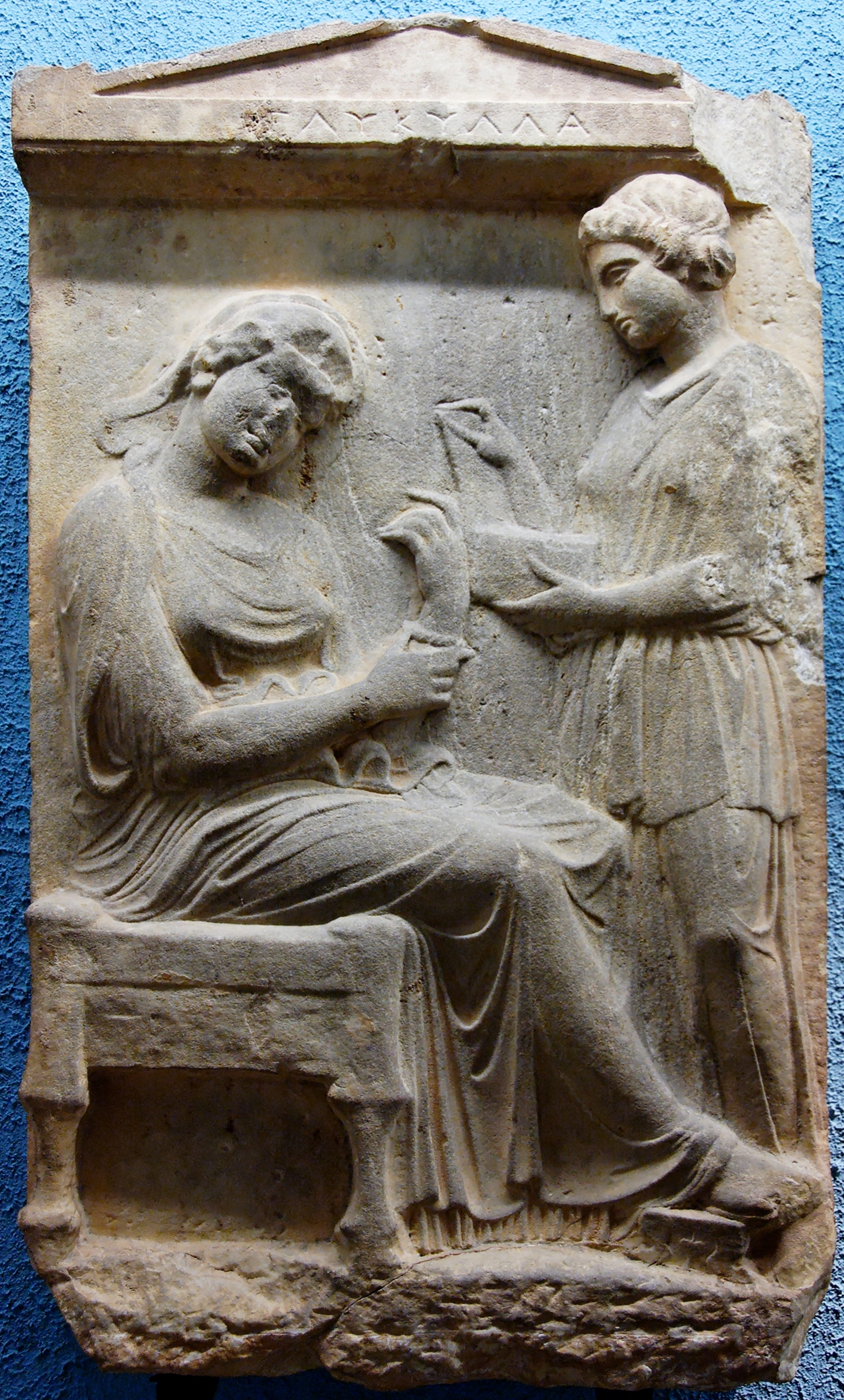
Eine junge Sklavin reicht ihrer Herrin ein Schmuckkästchen. Grabstele, 430–410 v. Chr.

Sklaverei war im antiken Griechenland ein wesentliches Element der Wirtschaft und Gesellschaft. Sie wurde dort als eine selbstverständliche, unabdingbare und natürliche Einrichtung angesehen. Antike griechische Kritik an der Sklaverei ist kaum überliefert.
Sklaven werden schon in den frühesten schriftlichen Aufzeichnungen Griechenlands aus der Zeit ab 1700 v. Chr. erwähnt (Linearschrift B), ebenso wie in den Homerischen Epen. Mit der zunehmenden Expansion der griechischen Welt wuchsen auch der Sklavenhandel und die wirtschaftliche Bedeutung der Sklaven. Die Griechen versklavten Kriegsgefangene und kauften die Opfer von Piraten und fremden Sklavenhändlern; nicht nur Fremde, sondern auch frei geborene Griechen konnten jederzeit in Sklaverei geraten. Die Sklaven waren grundsätzlich rechtlos, ihre Lebensbedingungen waren aber sehr unterschiedlich. Einfache Arbeiter und Prostituierte führten ein kurzes und hartes Leben, während Fachleute manchmal ähnlich wie Freie lebten, sich freikaufen konnten oder freigelassen wurden.
Die griechischen Philosophen rechtfertigten die Sklaverei meist mit der natürlichen Überlegenheit der Herren und konnten sich eine Gesellschaft ohne Sklaven in der Regel nicht vorstellen. Im 19. und 20. Jahrhundert wurde die Erforschung der griechischen Sklaverei vom Disput um den Marxismus geprägt, nachdem Marx die „Sklavenhaltergesellschaft“ als den Schauplatz des ersten Klassenkampfs beschrieben hatte. Der Historiker Eduard Meyer erklärte die Sklaverei als notwendige Nebenerscheinung des politischen und wirtschaftlichen Aufschwungs Griechenlands, wofür er später stark kritisiert wurde.

## Grundlagen
Die Erforschung der Sklaverei im antiken Griechenland ist mit bedeutenden methodischen Problemen behaftet. Die Quellen sind unzusammenhängend und unvollständig; sie sind zudem nahezu allein auf das antike Athen bezogen. Kein erhaltenes Werk ist speziell dem Thema der Sklaverei gewidmet. Die Athener Gerichtsakten des 4. Jahrhunderts v. Chr. setzen sich mit Sklaven nur als Quelle von Einnahmen auseinander. Im Theater treten Sklaven bloß als Typus in Erscheinung, und in den bildlichen Darstellungen können Sklaven und freie Handwerker kaum voneinander unterschieden werden. Selbst die Begriffe werden nicht einheitlich verwendet. Das heutige Verständnis der altgriechischen Sklaverei bleibt daher unvollständig.
Dieser Artikel beschreibt lediglich die antike Sklaverei im engeren Sinne, also eine Form menschlicher Existenz, die für den Versklavten bedeutete, jemandes Eigentum zu sein, über das verfügt werden konnte wie über Sachbesitz oder Vieh (englisch chattel slavery). Hier werden dagegen nicht die diversen anderen Formen der Unfreiheit in der Antike behandelt, wie zum Beispiel der Stand der Penesten in Thessalien, der Heloten in Sparta oder der Klaroten auf Kreta, welche alle eher mit den Leibeigenen des europäischen Mittelalters zu vergleichen sind.

### Terminologie

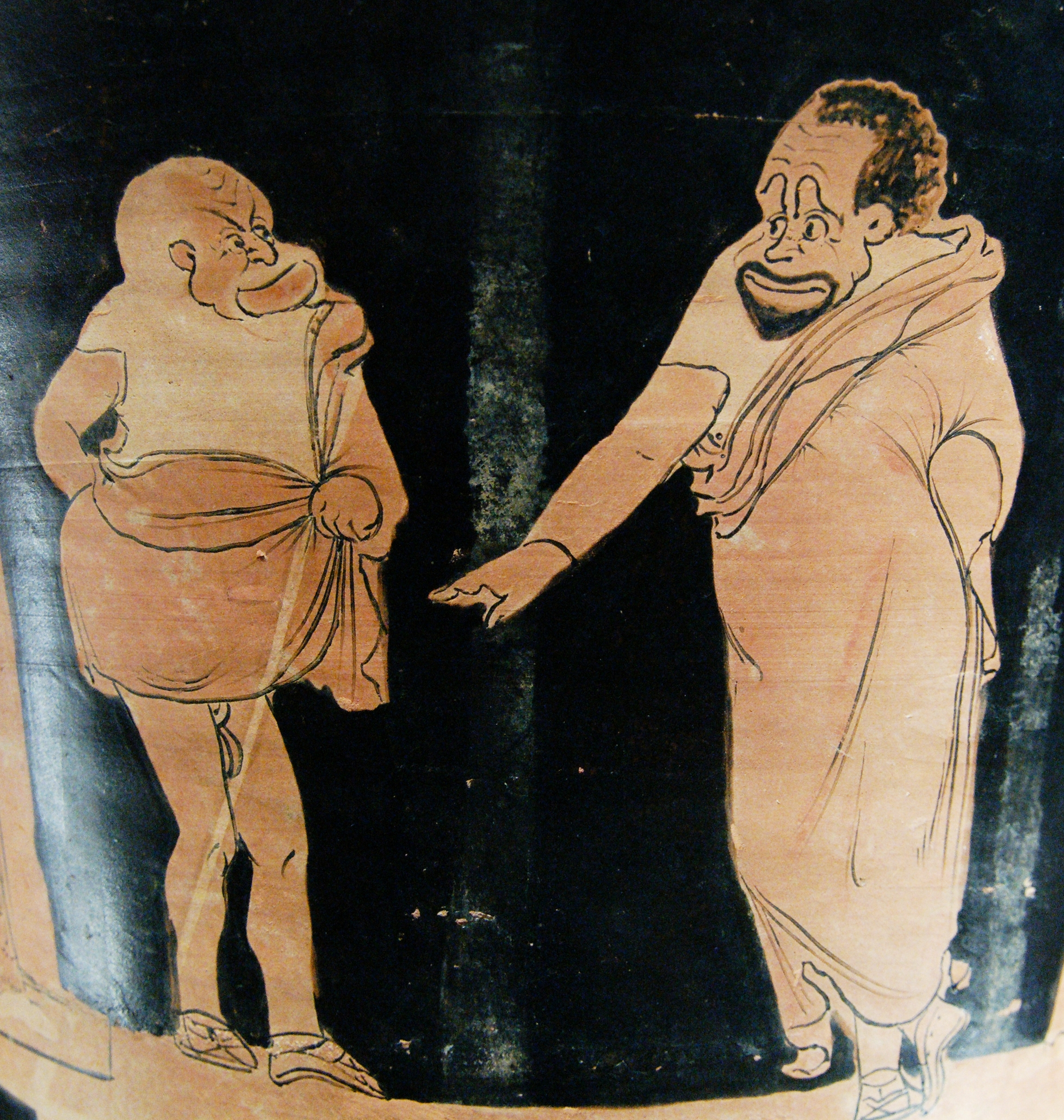
Herr (rechts) und Sklave (links) auf einer Phlyakenvase, ca. 350–340 v. Chr.

Das Altgriechische kennt viele verschiedene Begriffe für Sklaven. Nur einige sind in einem bestimmten Kontext eindeutig.
Die archaischen Autoren, etwa Homer, Hesiod oder Theognis von Megara, bezeichnen den Sklaven als δμώς dmōs und meinen damit insbesondere Kriegsgefangene. Das Wort leitet sich entweder aus dem indoeuropäischen *dom- („Haus“) oder von altgriechisch δαμάω damáo („binden“) ab.
In der klassischen Zeit bezeichnete man den Sklaven oft als ἀνδράποδον andrápodon, was „das Menschenfüßige“ bedeutet, etwa wenn es darum ging, ihn vom anderen Vieh zu unterscheiden, welches τετράποδον tetrapodon, also „Vierfüßler“, hieß. Im militärischen Kontext wird so oft auch der Kriegsgefangene als Teil der Beute bezeichnet.
Stand dagegen nicht die wirtschaftliche Funktion des Sklaven im Vordergrund, sondern seine rechtlose Stellung, nannte man ihn meist δοῦλος doū́los und unterschied ihn so vom Freien (ἐλεύθερος eleútheros) und insbesondere vom Bürger (πολίτης polítēs). Das Wort δουλεῖα douleía bezeichnet allgemein ein Unterstellungsverhältnis und damit nicht nur die Gewalt des Herrn über den Sklaven, sondern auch die des Vaters über sein Kind und die der Regierenden über die Bürger. Mit οἰκέτης oikétēs ist „der im Haus Wohnende“, also der Dienstbote gemeint.
Das Wort θεράπων therápōn bedeutet bei Homer noch „Schildknappe“ (so etwa als Bezeichnung des Patroklos gegenüber Achilleus und des Meriones gegenüber Idomeneus), in der klassischen Epoche dagegen „Diener“. Auch als ἀκόλουθος akólouthos, d. h. „Gefolgsmann“, wurden Sklaven bisweilen bezeichnet. παῖς pais, wörtlich „Kind“, rief man junge Sklaven („Hausjungen“), aber zur Herabwürdigung auch ältere Sklaven. Im Rahmen des Emanzipationsakts endlich bezeichnete man den Freizulassenden als σῶμα sṓma, d. h. „Körper“.

## Ursprünge der Sklaverei

### Mykenische Kultur
Sklaven (do-e-ro) sind bereits in der mykenischen Kultur (ca. 1700–1050 v. Chr.) nachgewiesen. Die Linear-B-Tafeln von Pylos nennen 140 Sklavinnen. Eine besondere rechtliche Stellung hatten die „Sklavinnen des Gottes“ (te-o-jo do-e-ro) inne, welche immer mit Namen genannt sind und womöglich Land besaßen. Das Recht behandelte sie ähnlich wie Freigelassene, aber die Art der Gewalt des Gottes (vermutlich Poseidon) über sie ist unbekannt.
Die Sklaven waren vermutlich Gefangene aus Kriegs- oder Raubzügen, da Sklavinnen aus Kythera, Chios, Knidos, Milet, Lemnos und vermutlich Zephyra/Halikarnassos in den Texten aus Pylos genannt sind. Erwähnt werden hauptsächlich weibliche Sklaven und deren Kinder. Den Linear-B-Dokumenten zufolge waren Partnerschaften zwischen Sklaven und Freien nicht selten; auch konnten Sklaven selbständige Handwerker werden und sogar Land besitzen. Die wichtigste Unterscheidung in der mykenischen Gesellschaft scheint daher nicht zwischen Sklaven und Freien, sondern zwischen den Angehörigen des Herrscherpalasts und den anderen verlaufen zu sein.

### Homerische Epen

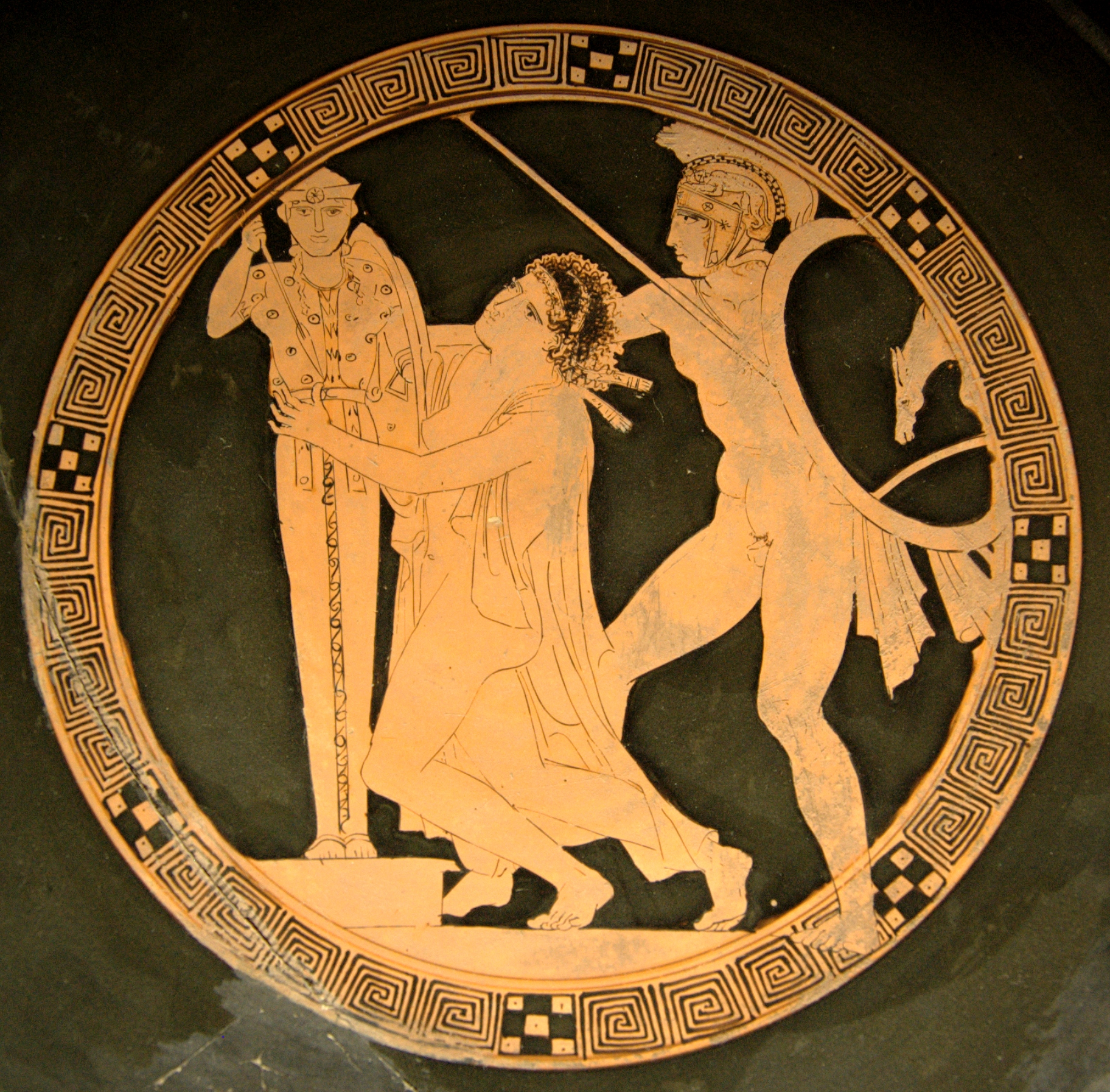
Frauen als Kriegsbeute: Ajax der Kleine bedrängt Kassandra während des Falls von Troja. Kodros-Maler, um 440–430 v. Chr.

Die von Homer beschriebene Sklaverei steht – nach Meinung einiger Wissenschaftler – in keinem Zusammenhang mit der mykenischen Praxis. Schon die Begriffe ändern sich: Statt von do-e-ro ist nun von dmôs die Rede. Die in der Ilias erwähnten Sklaven sind vor allem im Krieg gefangengenommene Frauen, während besiegte Männer entweder im Kampf sterben oder gegen Lösegeld freikommen.
Auch in Homers Odyssee sind die meisten Sklaven weiblich. Sie sind meist Dienerinnen, teilweise aber auch Konkubinen.
Vor allem in der Odyssee werden einige männliche Sklaven erwähnt, darunter der Sauhirte Eumaios. Hervorzuheben ist, dass die homerischen Sklaven voll und ganz der Hausgemeinschaft (oikos) angehören: Laertes speist mit seinen Sklaven und schläft im Winter an ihrer Seite. Der Begriff dmôs wird nicht abwertend verwendet, und Eumaios, der „göttliche“ Sauhirte, trägt dieselben homerischen Beinamen wie die griechischen Helden. Gleichwohl gilt die Sklaverei als Schande. So spricht Eumaios: „Zeus’ allwaltender Rat nimmt schon die Hälfte der Tugend / Einem Manne, sobald er die heilige Freiheit verlieret.“

### Archaische Zeit
Wann in der archaischen Zeit der Sklavenhandel einsetzte, ist schwer festzustellen. In den Werken und Tagen (um 700 v. Chr.) erwähnt Hesiod, mehrere dmôes zu besitzen, obwohl ihr Status unklar ist. Douloi sind bei den Lyrikern wie Archilochos (7. Jahrhundert v. Chr.) und Theognis von Megara (6. Jahrhundert v. Chr.) nachzuweisen. Inschriften zufolge erwähnte das Gesetz gegen Mord des Drakon (um 620 v. Chr.) Sklaven. Den Sklaven war nach Solons Gesetzen (um 594 v. Chr.) die Päderastie mit freien Knaben verboten, ebenso wie der Besuch der Palästren. Von diesem Zeitpunkt an werden Sklaven immer häufiger erwähnt. Sklaverei und die von Solon für Athen entwickelten demokratischen Grundlagen gingen also zusammen. Moses Finley weist darauf hin, dass auch Chios – die Stadt, die laut Theopompos als erste den Sklavenhandel einführte – im 6. Jahrhundert v. Chr. eine frühe Demokratisierung erlebte. Ihm zufolge ist daher „ein Aspekt der griechischen Geschichte, kurz gefasst, der Fortschritt der Freiheit und der Sklaverei Hand in Hand.“

## Wirtschaftliche Bedeutung

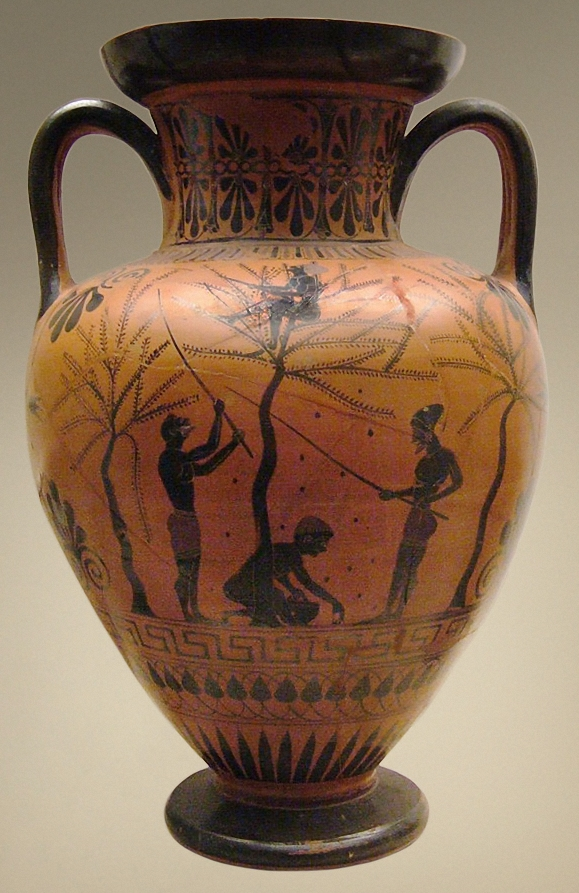
Olivenernte. In der Landwirtschaft wurden am meisten Sklaven eingesetzt. Antimenes-Maler, Attika, um 520 v. Chr.

Für einen Bürger galt bei den Griechen nur die Politik als würdige Beschäftigung. Alle anderen Tätigkeiten wurden nach Möglichkeit Nichtbürgern (Frauen, Fremden und Sklaven) übertragen. Grundsätzlich wurde jede Form von Arbeit (auch) durch Sklaven verrichtet; andererseits gab es keine ihnen allein vorbehaltenen Aufgaben.
Sklaven wurden vor allem in der Landwirtschaft, der Grundlage der griechischen Wirtschaft, eingesetzt. Eigentümer kleiner Grundstücke besaßen oft einen, manchmal zwei Sklaven. Die vielen überlieferten Handbücher für Grundeigentümer (etwa der Oikonomikos des Xenophon oder des Pseudo-Aristoteles) bezeugen den Einsatz mehrerer Dutzend Sklaven auf großen Gutshöfen, sowohl als Arbeiter wie auch als Aufseher. Über den Anteil der Sklavenarbeit an der Landwirtschaft besteht noch keine Einigkeit. Klar ist bloß, dass die ländliche Sklavenhaltung in Athen sehr verbreitet war, aber auch, dass die gewaltigen Sklavenscharen, welche auf den späteren römischen Latifundien zu verzeichnen waren, in Griechenland nicht zu finden sind.
In Minen und Steinbrüchen arbeiteten ganz überwiegend Sklaven. Allein die Anzahl der in den Minen und in der Metallgewinnung von Laurion arbeitenden Sklaven wird auf 30.000 geschätzt. Diese Sklaven wurden oft in großen Gruppen von ihren reichen Eigentümern an die Minen verliehen. So verlieh etwa der Stratege Nikias tausend Sklaven an die Silberminen von Laurion und erhielt laut Xenophon dafür einen Obolus pro Sklave und Tag. Xenophon schlug auch vor, dass der Staat bis zu drei Sklaven pro Bürger kaufen sollte, um durch den Verleih der Sklaven an die Minen den Lebensunterhalt der Bürgerschaft zu sichern.
Auch im Handwerk wurden Sklaven eingesetzt, und zwar wie in der Landwirtschaft für die Arbeiten, deren Umfang die Arbeitskraft der eigenen Familie überstieg. In den Werkstätten war der Anteil der Sklavenarbeit am größten. So arbeiteten 120 Sklaven in der Schildfabrik des Lysias, und der Vater des Demosthenes besaß 32 Messerschmiede und 20 Bettmacher.
Weiter vertraten Sklaven den Meister bei Bedarf in seinem Beruf und begleiteten ihn zu Arbeitseinsätzen und auf Reisen. Im Krieg begleiteten sie die Soldaten als persönliche Bedienstete; teils wird auch die Auffassung vertreten, dass sie eine noch deutlich wichtigere militärische Rolle spielten. Sklavinnen erledigten Hausarbeiten, namentlich das Backen und Weben. Nur die ärmsten Bürger besaßen nicht mindestens einen Dienstboten.

## Demografie

### Anzahl der Sklaven

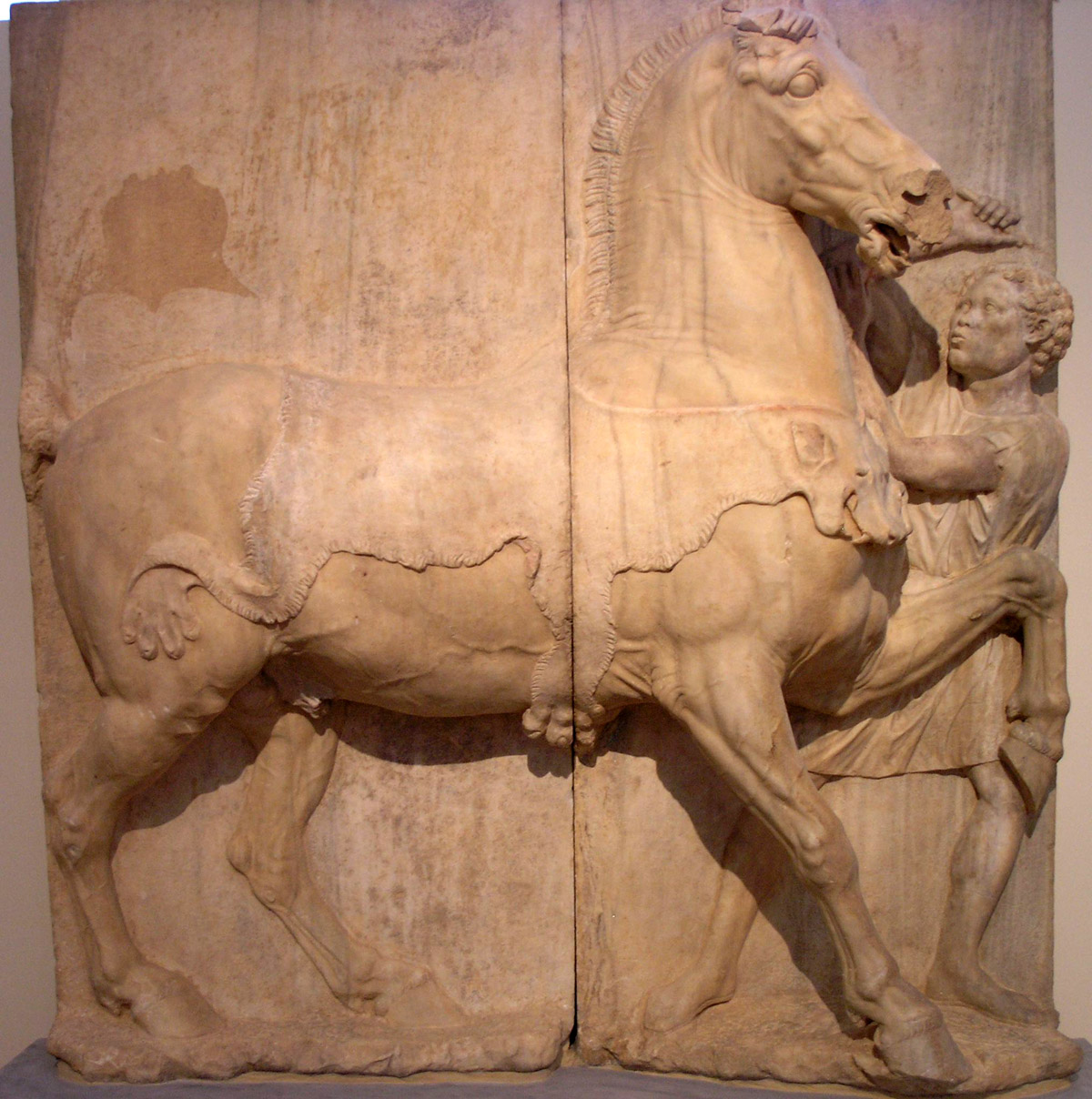
Äthiopischer Sklave beruhigt ein Pferd. Datum der Darstellung unbekannt.

Die Anzahl der Sklaven im antiken Griechenland ist schwierig zu schätzen, da es keine genauen Volkszählungen gab und sich der Anteil der Sklaven an der Bevölkerung mit der Zeit stark änderte.
Thukydides erwähnte, dass auf der Insel Chios von allen griechischen Stadtstaaten außer Sparta (siehe unten) die meisten Sklaven pro Kopf der Bevölkerung existierten. Sicher ist, dass in Athen insgesamt am meisten Sklaven gehalten wurden. Ihre Anzahl dort wird auf bis zu 80.000 im 5. und 4. Jahrhundert v. Chr. geschätzt, also durchschnittlich drei bis vier pro Haushalt. Im 5. Jahrhundert v. Chr. erwähnt Thukydides die Flucht von 20.000 Sklaven, hauptsächlich Handwerkern, im Rahmen des Kriegs um Dekeleia. Die niedrigste Schätzung von rund 20.000 Sklaven zur Zeit des Demosthenes (4. Jahrhundert v. Chr.) entspricht rund einem Sklaven pro Haushalt.
Die Volkszählung in Attika, die Demetrios von Phaleron zwischen 317 und 307 v. Chr. anordnete, ergab dagegen 21.000 Bürger, 10.000 niedergelassene Fremde (Metöken) und 400.000 Sklaven. Der Redner Hypereides erinnert in seiner Rede Gegen Aristogiton an das Vorhaben, nach der Niederlage von Chaironeia (338 v. Chr.) 150.000 Sklaven zum Heeresdienst heranzuziehen. Da es sich dabei um Männer im kriegsfähigen Alter handeln musste, ist diese Zahl mit den Ergebnissen des Zensus des Demetrios vereinbar.
Diese Angaben werden in der historischen Forschung für deutlich übertrieben gehalten. Der amerikanische Althistoriker Walter Scheidel schätzt, dass in Athen nicht mehr als 50.000 Sklaven lebten.
Die Quellen lassen darauf schließen, dass die meisten Athener mindestens einen Sklaven besaßen. Aristophanes erwähnt im Plutos arme Bauern, denen mehrere Sklaven gehören; zur Definition eines Hauses nach Aristoteles gehören Freie und Sklaven. Keine Sklaven zu besitzen, galt als Zeichen der Armut. So beklagt sich in einer Rede des Lysias ein Invalider, dem eine Rente verweigert wird, darüber, dass er sich keinen Sklaven leisten kann, der ihn in seinem Gewerbe vertritt. Der von Athenaios erwähnte Mnason, ein Freund des Aristoteles, der tausend Sklaven besaß, stellte eine Ausnahme dar. Laut Platon, der selbst über fünf Sklaven verfügte, nannten die sehr reichen Bürger fünfzig Sklaven ihr Eigen.

### Herkunft der Sklaven
Die Sklaven im antiken Griechenland waren in der Regel Kriegsgefangene oder Opfer von Piraterie oder Raubzügen, oder sie wurden durch den Sklavenhandel von außerhalb nach Griechenland eingeführt.

#### Kriegsgefangene
Nach dem Kriegsbrauch der Antike standen den Siegern alle Rechte über die Besiegten zu, unabhängig davon, ob diese Kämpfer oder Zivilisten waren. Die Besiegten wurden zwar nicht systematisch, aber sehr oft versklavt. Beispielsweise nennt Thukydides die 7000 Einwohner von Hykkara in Sizilien, die Nikias gefangen nahm und für 120 Talente an die Nachbarstadt Catania verkaufte. Weitere eroberte Städte, die vollständig versklavt wurden, waren etwa Olynth (348 v. Chr. durch Philipp II.), Theben (335 v. Chr. durch Alexander) und Mantineia (223 v. Chr. durch Antigonos III).
Jedoch empfanden die freien Griechen die Existenz versklavter Griechen als Schande, und die Versklavung ganzer Städte blieb sehr umstritten. Einige Heerführer verweigerten sich dieser Praxis, so etwa die Spartiaten Agesilaos II. und Kallikratidas. Sie wurde auch gelegentlich durch Verträge zwischen den Städten verboten. So verpflichteten sich beispielsweise Milet und Knossos im 3. Jahrhundert v. Chr. gegenseitig dazu, die Bürger der jeweils anderen Stadt nicht zu versklaven.
Überdies galt die Befreiung einer versklavten Stadt durch Zahlung eines Lösegeldes als sehr ehrenhaft. So befreite Kassander im Jahr 316 v. Chr. das von seinem Vorgänger Alexander versklavte Theben. Vor ihm hatte schon Philipp II. die Stadt Stageira zunächst versklavt und später wieder befreit.

#### Piraterie und Räuberei
Nicht nur im Krieg, sondern auch im Frieden war kein Grieche vor der Gefahr der Versklavung gefeit. Denn Seeräuber und Wegelagerer, die je nach Gegend und Epoche mehr oder weniger stark ganz Griechenland unsicher machten, verkauften ihre Opfer oft in die Sklaverei, wenn sie kein Lösegeld erlangen konnten. In einzelnen Gegenden lebten breite Bevölkerungsschichten von Räuberei und Piraterie, welche Thukydides als „althergebrachte Lebensweise“ bezeichnet. Dies galt etwa für Akarnanien, Kreta und Ätolien, in der hellenistischen Zeit auch für Kilikien und die Bergvölker der anatolischen Küste. Strabon erklärt die kilikische Vorliebe für Räuberei mit der Einträglichkeit dieser Tätigkeit: Im nahen Delos konnten „täglich Zehntausende von Sklaven umgesetzt werden.“
Mit dem Aufstieg Roms zur Großmacht im Mittelmeerraum ging auch eine erhöhte Nachfrage nach Sklaven einher, was das Problem der Piraterie noch verschärfte. Erst im 1. Jahrhundert v. Chr. merzten die Römer die Piraterie im Mittelmeer weitgehend aus, um die Handelsrouten zu ihren Provinzen zu schützen.

#### Sklavenhandel
Die barbarischen Nachbarvölker verkauften den Griechen regelmäßig Sklaven. Der Sklavenhandel folgte demselben Muster wie später der Handel mit afrikanischen Sklaven: Nichtgriechische Sklavenhändler verkauften ihre Stammesgenossen oder die gefangenen Angehörigen anderer Völker an griechische Importeure. Zu den Zentren des Sklavenhandels gehörten Ephesos, Byzantion oder Tanais am Don.
Über den Sklavenhandel an sich liegen kaum Quellen vor, aber verschiedene Elemente zeugen von ihm. Die Angehörigen bestimmter Völker sind regelmäßig und in großer Zahl unter den Sklaven vertreten, so etwa die skythischen Bogenschützen, die von den Athenern als Polizei eingesetzt wurden (anfänglich 300, später bis zu 1000). Auch die Namen der Sklaven in den griechischen Komödien weisen oft auf ihren Ursprung hin: der bei Aristophanes wiederholt verwendete Name Thratta etwa bedeutet „Thrakerin“. In einer überlieferten Sklavenliste des 5. Jahrhunderts v. Chr. lassen sich 32 Namen fremden Völkern zuordnen: 13 waren Thraker, 7 Karer und die anderen stammten aus Kappadokien, Skythien, Phrygien, Lydien, Syrien, Illyrien, Makedonien und von der Peloponnes. Die Nationalität der Sklaven war für die Einkäufer von großer Bedeutung, und verschiedentlich findet sich der Rat, nicht zu viele Angehörige desselben Volkes an einem Ort unterzubringen, um das Risiko eines Aufstands gering zu halten.
Der Preis eines Sklaven hing von seinen Fähigkeiten ab. Xenophon schätzt den Preis eines minderjährigen Lauriers auf 180 Drachmen, während die Messerschmiede von Demosthenes’ Vater je 500 bis 600 Drachmen wert waren (zum Vergleich: der Tageslohn eines Bauarbeiters betrug eine Drachme). Zudem änderte sich der Preis mit dem Angebot: Im 4. Jahrhundert v. Chr. waren Sklaven im Überfluss vorhanden und entsprechend preisgünstig. Auf den Verkaufspreis erhoben die Sklavenmärkte eine Abgabe. Das Recht sah eine Garantie gegen verborgene Mängel vor: Wer einen Sklaven kaufte, der sich später als krank herausstellte, konnte den Kauf rückgängig machen.

### Wachstum der Sklavenbevölkerung

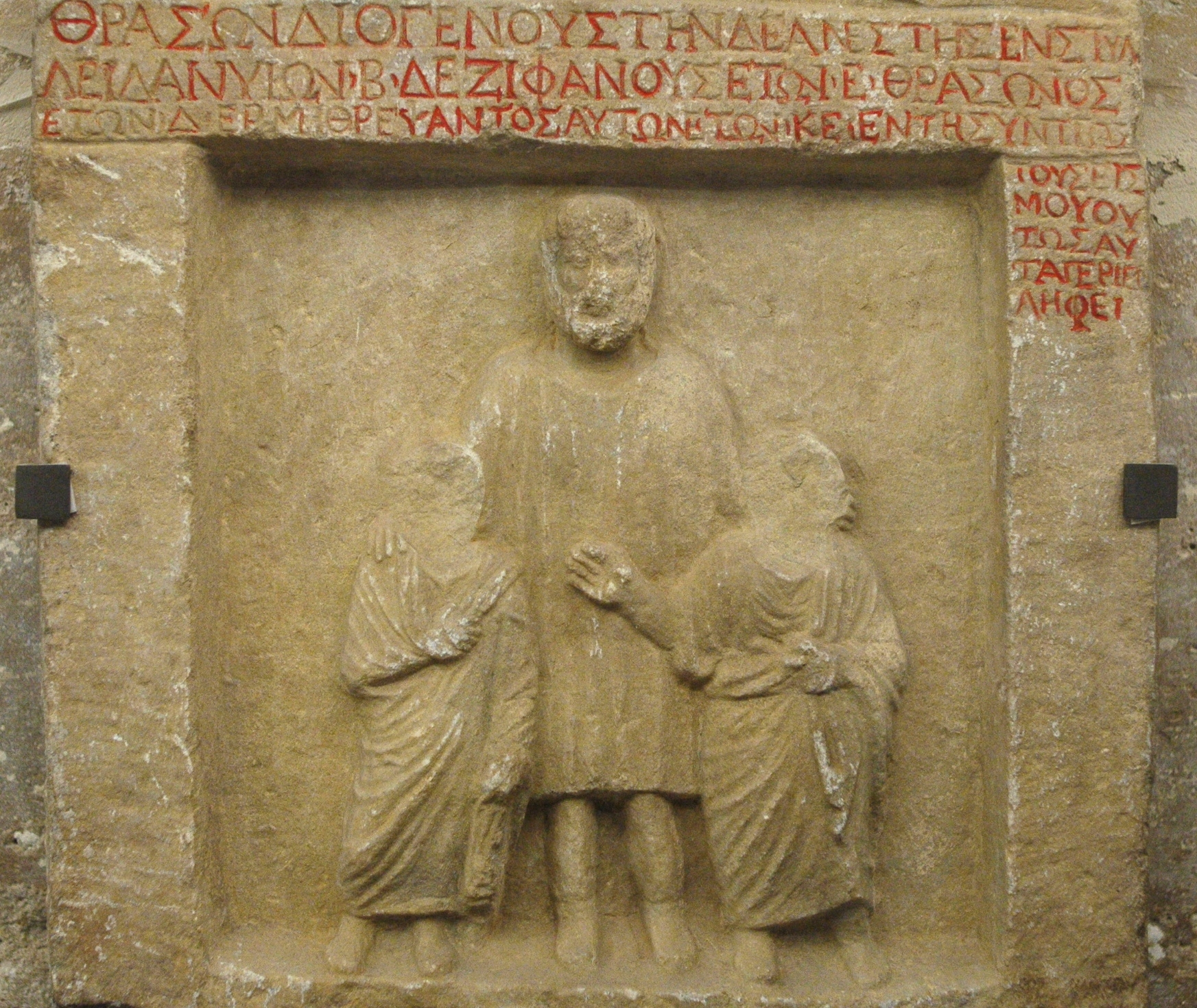
Grabstele für zwei Knaben und ihren Paidagogos, welche in einem Erdbeben ums Leben kamen. Nikomedia, 1. Jh. v. Chr.

Die Griechen der klassischen Zeit unternahmen keine besonderen Anstrengungen, um ihre Sklavenbevölkerung durch Kinder zu vermehren. Xenophon rät, Männer und Frauen getrennt unterzubringen, „damit sie nicht gegen den Willen [der Eigentümer] Kinder zeugen, denn während gute Bedienstete um so loyaler werden, wenn sie Kinder großziehen, so macht doch das Familienleben die Schlechten um so erfinderischer im Üblen.“ Der Grund dafür war vielleicht wirtschaftlicher Natur: Da selbst ausgebildete Sklaven für wenig Geld erhältlich waren, war es möglicherweise billiger, einen Sklaven einzukaufen, als ihn großzuziehen. Zudem war die Geburt riskant für das Leben der Mutter, und die Kindersterblichkeit war hoch.
In der hellenistischen Epoche gab es mehr Sklaven, die im Hause geboren wurden, die oikogeneis. Im ptolemäischen Ägypten und in den hellenistischen Freilassungsurkunden zu Delphi sind viele von ihnen nachgewiesen. Die Hausgeborenen waren oft eine privilegierte Klasse unter den Sklaven. Ihnen wurde zum Beispiel die Aufgabe anvertraut, die Knaben zur Schule zu führen und zu betreuen; diese paidagogoi waren Pädagogen im ursprünglichen Sinne des Wortes. Einige von ihnen waren Kinder des Hausherrn, aber in den meisten Städten (namentlich in Athen) folgte die Rechtsstellung der Kinder derjenigen der Mutter.

## Rechtsstellung der Sklaven
Welche Rechte Sklaven hatten, hing von der jeweiligen Polis ab. Außerdem gab es viele verschiedene Stufen der Unfreiheit bzw. der Einschränkung von Rechten. Mit allen Rechten ausgestattet (und Träger besonderer religiöser und militärischer Pflichten) war nur der freie Mann als Bürger in seiner jeweiligen Stadt. Er konnte beispielsweise Eigentum besitzen, politische Rechte ausüben, hatte Anspruch auf ein gerichtliches Verfahren im Falle von Anklagen und durfte heiraten sowie erben.
Frauen waren bereits ihres Geschlechts wegen sozial und rechtlich stark eingeschränkt. Entrechtete Bürger, Fremde (Metöken), Freigelassene, die Angehörigen der lokalen Leibeigenen-Kasten (Penesten, Heloten, Klaroten u. a.) sowie die hier beschriebenen, als Eigentum geltenden Sklaven verfügten nicht über einzelne oder alle der genannten Rechte.

### Sklaven in Athen

#### Wirtschaftsleben, Religion und Gesellschaft

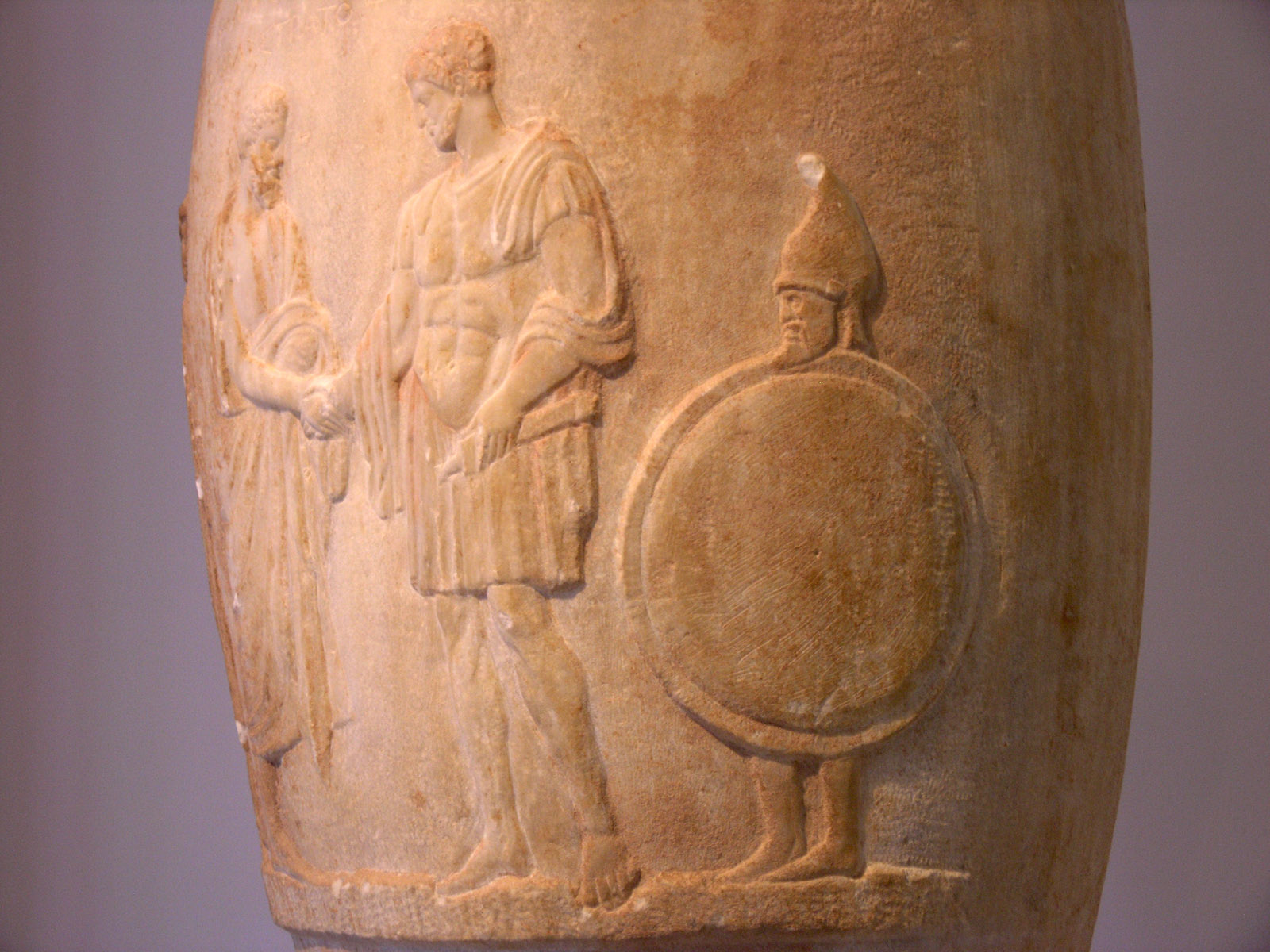
Grabritual-Loutrophoros, 380–370 v. Chr. Der bärtige Sklave rechts trägt den Helm und Schild seines Herrn.

Sklaven in Athen waren das Eigentum ihres Herrn oder des Staates, der über sie nach Belieben verfügen konnte. Eigentumsrechte hatten Sklaven nicht, dennoch erlaubte ihnen ihr Eigentümer oft, Geld anzusparen, um sich später selbst freizukaufen. Es gibt auch Berichte von Sklaven, die einem eigenen Geschäft nachgingen und ihrem Eigentümer bloß eine feste Abgabe entrichteten.
Die Sklaven nahmen an den meisten Kulthandlungen teil; sie waren ausdrücklich zum Bankett der Choes am zweiten Tag der Anthesteria eingeladen. Auch wurden sie in die Mysterien von Eleusis eingeführt. Wie Freie konnten sie in einem Tempel oder an einem Altar um Asyl ersuchen. Sie verehrten die Götter ihrer Herrn mit, aber durften ihre eigene Religion weiter ausüben.
Eine allfällige Ehe oder ein Kindesverhältnis von Sklaven wurde rechtlich nicht anerkannt, und der Eigentümer konnte eine Sklavenfamilie jederzeit aufteilen. Jedoch gehörten Sklaven dem Haushalt ihres Herrn an. Neu gekaufte Sklaven wurden, wie eine frisch verheiratete Frau, mit Nüssen und Früchten willkommen geheißen.
Sklaven trugen im Allgemeinen dieselben Kleider wie Freie, und andere Griechen zeigten sich erstaunt darüber, dass die Athener Widerworte ihrer Sklaven tolerierten. Athener Sklaven kämpften an der Seite der Freien bei Marathon, und die nach der Schlacht errichteten Monumente waren auch ihnen gewidmet. Vor der Schlacht von Salamis wurden die Bürger aufgerufen, „sich selbst, ihre Frauen, Kinder und Sklaven zu retten“.

#### Rechtlicher Schutz
Sklaven waren nicht rechtsfähig und wurden in allen rechtlichen Belangen von ihrem Herrn vertreten. Rechtlich geschützt waren sie in erster Linie als Sache: Wer einen Sklaven verletzte, riskierte eine Schadenersatzklage des Eigentümers (δίκη βλάβης díkē blábēs'). Wer als Eigentümer seinen Sklaven übermäßig misshandelte, konnte von einem anderen Bürger verklagt werden (γραφὴ ὕβρεως graphḗ hýbreōs); diese Klage bezweckte nicht den Schutz des Sklaven um seiner selbst willen, sondern richtete sich gegen den gewaltsamen Exzess (hybris) des Eigentümers.
Anders als nach römischem Recht durfte ein Sklavenhalter einen Sklaven nicht willkürlich töten. Nach Isokrates durfte nicht einmal der wertloseste Sklave ohne Prozess hingerichtet werden. Drakons Gesetz bestrafte offenbar auch den Mörder eines Sklaven mit dem Tod. Die Klage gegen den Mörder eines Sklaven (δίκη φονική díkē phonikḗ) war nicht auf Schadenersatz gerichtet, sondern sollte die durch das vergossene Blut verursachte religiöse Verunreinigung bestrafen. Daher war im 4. Jahrhundert v. Chr. nicht der Areopag, sondern das Gericht des Palladion für die Bestrafung zuständig. Die von ihm ausgesprochene Strafe war offenbar härter als eine Geldstrafe, aber geringer als der Tod – möglicherweise die Verbannung, wie für fahrlässige Tötung oder für die Ermordung eines Metöken.
Für Straftaten wurden Sklaven nicht wie Freie mit einer Geldstrafe, sondern mit Peitschenhieben bestraft. Offenbar entsprach ein Peitschenhieb einer Drachme. Mit einigen wenigen Ausnahmen war das Zeugnis eines Sklaven vor Gericht nur unter der Folter zulässig.

#### Schuldsklaverei
Bis zu ihrer Abschaffung durch Solon um 600 v. Chr. praktizierten die Athener die Schuldsklaverei: Ein Bürger, der seine Schulden nicht begleichen konnte, fiel seinem Gläubiger als Sklave anheim. In Athen traf dieses Los vor allem die Bauern, welche Land von Großgrundbesitzern pachteten und den Pachtzins schuldig blieben. Man nannte sie hektēmoroi („Sechsteiler“ oder „Sechstler“), da sie dem Verpächter je nach Interpretation der Quellen entweder ein Sechstel oder fünf Sechstel ihrer Ernte schuldeten.
In der Forschung ist umstritten, ob die Schuldsklaverei, die im Nahen Osten aufkam und auch in der Bibel erwähnt ist, eine echte Sklaverei oder eine andere Form der Unfreiheit war. Theoretisch sollten die Schuldsklaven freigelassen werden, sobald sie ihre Schulden abgearbeitet hatten.
Solon beendete dieses System mit einer als Lastenabschüttelung (σεισάχθεια seisáchtheia) bezeichneten Streichung der Schulden. Er verbot auch jeden Rückgriff des Gläubigers auf die Person des Schuldners sowie den Verkauf freier Athener, auch den Selbstverkauf. Aristoteles zitiert in seiner Verfassung Athens Solon wie folgt:

„Und manch einen Mann, den Betrug oder Gesetz verkauften

Fernab seines von Göttern errichteten Landes, ein ausgestoßener Sklave,

Brachte ich wieder nach Athen, jawohl, und einige,

Von zuhause verbannt ob ihrer erdrückenden Schuld,

Der teuren Athener Sprache nicht mehr mächtig,

Und weit herum wandernd, brachte ich heim;

Und die hier in übelster Sklaverei (douleia)

Unter dem finsteren Blick eines Herrn (despōtes) zitterten, befreite ich.“

Obwohl Solon die Begriffe der „klassischen“ Sklaverei verwendet, unterschied sich die Schuldsklaverei von der gewöhnlichen Sklaverei jedenfalls dadurch, dass der Schuldsklave ein Athener blieb, der an seinem Geburtsort von einem anderen Athener abhängig war. Dieser Aspekt erklärt die große Welle der Unzufriedenheit mit der Sklaverei im 6. Jahrhundert v. Chr., welche nicht die Befreiung aller Sklaven, sondern nur der Schuldsklaven zum Ziel hatte. Solons Reform behielt eine Ausnahme bei: der Vormund einer unverheirateten Frau, die ihre Jungfräulichkeit verlor, durfte die Frau als Sklavin verkaufen.

### Sklaven in Gortyn

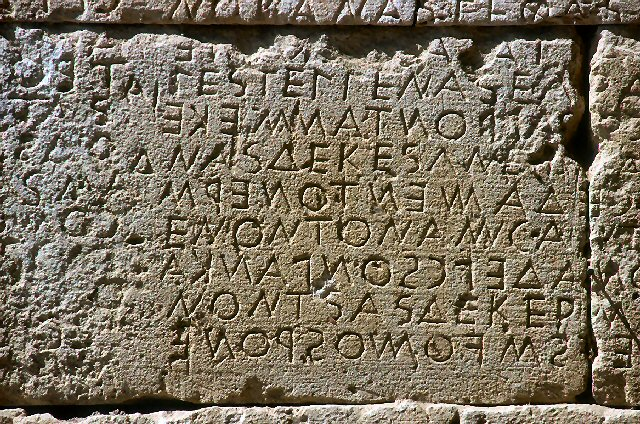
Ausschnitt aus dem Stadtrecht von Gortyn

Das in Gortyn auf Kreta in Stein gemeißelte Stadtrecht des 6. Jahrhunderts v. Chr. regelt die Rechtsstellung der Sklaven eingehend. Danach war der Eigentümer für alle Straftaten seiner Sklaven verantwortlich, hatte aber Anspruch auf Entschädigung für Straftaten, die an seinen Sklaven begangen wurden. Das Gesetz sah ausschließlich Geldstrafen vor, welche für Straftaten, die Sklaven begingen, verdoppelt wurden. Umgekehrt wurde der Betrag der Strafe stark reduziert, wenn eine Straftat zum Nachteil eines Sklaven begangen wurde. So wurde z. B. die Vergewaltigung einer freien Frau durch einen Sklaven mit einer Strafe von 200 Statern (400 Drachmen) bestraft, die Vergewaltigung einer nicht jungfräulichen Sklavin durch einen anderen Sklaven dagegen nur mit einer Strafe von einem Obolus (eine Sechsteldrachme).
Die Gortyner Sklaven konnten ein Haus und Vieh besitzen und ihren Nachkommen vererben, ebenso Kleider und Haushaltsgegenstände. Die Familie der Sklaven war rechtlich anerkannt; sie konnten wie Freie Ehen schließen, sich scheiden lassen, ein Testament errichten und erben. Ihre Kinder jedoch waren wie sie selbst Eigentum ihres Herrn.

### Sklaven in Sparta
Den Bürgern Spartas dienten Heloten, eine unfreie Bevölkerungsschicht, die im Gemeineigentum des Staates stand. Ob die Spartaner auch persönliche Sklaven besaßen, ist nicht vollständig klar.
Die Quellen erwähnen Personen, die durch Spartaner freigelassen wurden, was in Bezug auf Heloten verboten gewesen sein soll, oder die außerhalb von Lakonien verkauft wurden. Zu ihnen gehören der Dichter Alkman, der bei der Eroberung seiner Stadt durch Spartaner versklavt und später an einen Athener verkauft worden sein soll, ein Spartaner Koch, den Dionysios I. von Syrakus oder ein König von Pontos kaufte, sowie die berühmten Spartaner Ammen, welche Athener Eltern sehr schätzten.
Einige Quellen erwähnen sowohl Sklaven als auch Heloten, was vermuten lässt, dass die beiden Begriffe nicht deckungsgleich waren. Der Dialog Alkibiades I aus Platons Umfeld zählt „den Besitz von Sklaven und namentlich Heloten“ zu den spartanischen Reichtümern, und auch Plutarch erwähnt „Sklaven und Heloten“. Laut Thukydides bestimmte das Abkommen, das den Helotenaufstand von 464 v. Chr. beendete, dass jeder messenische Aufständische, der fortan auf der Peloponnes aufgegriffen wurde, der Sklave dessen sein sollte, der ihn ergreift. Daher sind die meisten Historiker der Auffassung, dass in Sparta Sklaven als persönliches Eigentum gehalten wurden, jedenfalls nach dem Sieg über die Athener im Jahr 404 v. Chr., aber nicht in großer Zahl und nur von der spartanischen Oberschicht.

## Lebensbedingungen der Sklaven

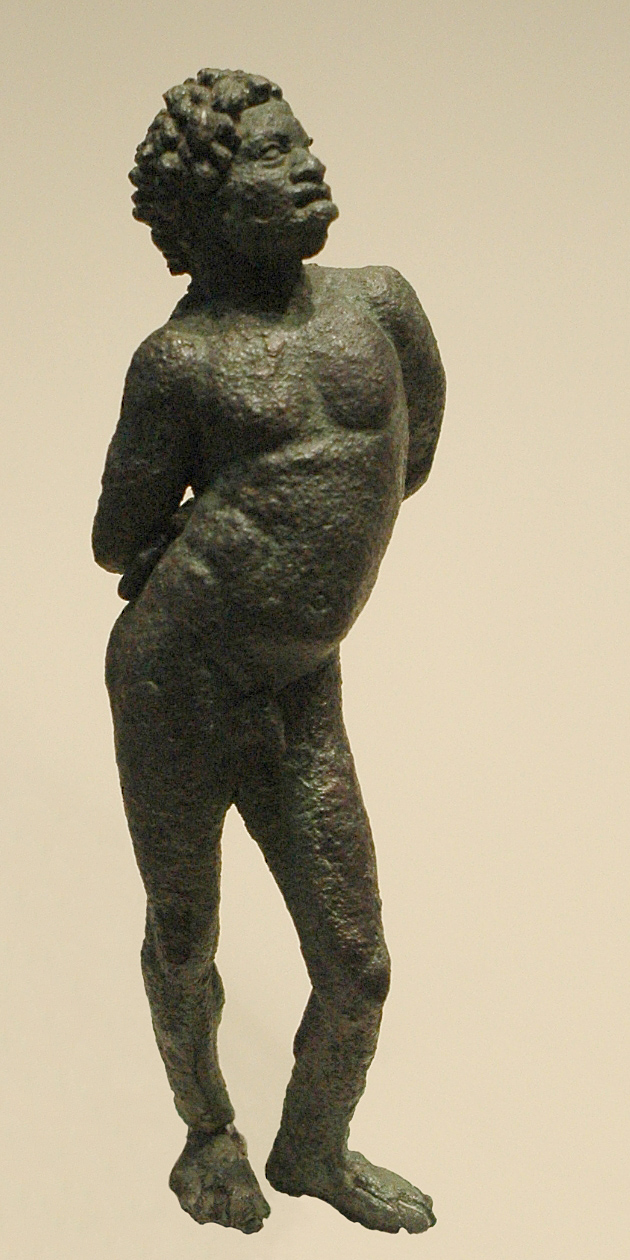
Schwarzer Gefangener mit gefesselten Händen, Ptolemäisches Ägypten

Es ist schwierig, die Lebensbedingungen der Sklaven im antiken Griechenland einzuschätzen, da das von den antiken Autoren gezeichnete Bild nicht einheitlich ist. Gemäß Pseudo-Aristoteles konnte die tägliche Routine der Sklaven in drei Wörtern zusammengefasst werden: „Arbeit, Züchtigung und Ernährung“. Xenophon empfiehlt, Sklaven wie Haustiere zu behandeln, das heißt, Ungehorsam zu bestrafen und Wohlverhalten zu belohnen.
Schläge waren ein Mittel, Sklaven zur Arbeit zu zwingen, ebenso wie das Vorenthalten von Nahrung, Kleidern und Ruhezeit. Gewalt gegen Sklaven konnte durch den Herrn oder durch einen Aufseher, der oft selbst ein Sklave war, ausgeübt werden. Die altgriechische Literatur ist voll von Szenen, in denen Sklaven ausgepeitscht werden. So beklagen sich etwa zwei Sklaven in den Rittern des Aristophanes darüber, ohne Unterlass von ihrem Aufseher grün und blau geschlagen zu werden. Aristophanes selbst war aber kritisch gegenüber dem in der Komödie seiner Zeit stets auftauchenden Klischee des verprügelten Sklaven:

„Er [Aristophanes] verzichtete auch auf die Sklaven, die immer wieder entflohen oder jemanden täuschten oder ausgepeitscht wurden. Diese wurden ständig weinend herausgeführt, damit ein anderer Sklave ihre Striemen verspotten und fragen konnte: ‚Oh, du armer Kerl, was ist deiner Haut widerfahren? Gewiss ist eine Heerschar von Peitschenhieben auf dich niedergefallen und hat deinen Rücken verwüstet?‘“

Die Lebensbedingungen der Sklaven unterschieden sich stark nach ihrer Verwendung. Das Leben der Minensklaven von Laurion und der Bordellprostituierten (pornai) war besonders hart. Sklaven des Staates lebten dagegen recht selbstständig, ebenso wie Handwerker, Gewerbetreibende und Geldleiher unter den Sklaven: Oft konnten diese alleine leben und ihren Beruf selbstständig ausüben, solange sie ihrem Herrn eine Abgabe (ἀποφορά apophorá) entrichteten. Manchmal konnten sie genügend Geld ansparen, um sich freizukaufen.
Im Urteil der antiken Autoren lebten die attischen Sklaven „besonders glücklich“. Pseudo-Xenophon beklagt das unverschämte Verhalten der Athener Sklaven: „Die Sklaven und Metöken in Athen nehmen sich heraus, was sie wollen; man kann sie nicht einfach schlagen, und in der Straße treten sie einem nicht aus dem Wege.“ Diese angeblich gute Behandlung verhinderte aber nicht die Flucht von 20.000 Athener Sklaven – hauptsächlich Handwerker (kheirotekhnai), also die vermutlich am besten behandelten Sklaven – am Ende des Peloponnesischen Kriegs. Der Titel einer Komödie des Antiphanes aus dem 4. Jahrhundert v. Chr., Der Sklavenfänger (Δραπεταγωγός Drapetagōgós), lässt vermuten, dass die Flucht von Sklaven nicht selten war.
Dagegen ist kein Großaufstand der Sklaven, der etwa mit den römischen Sklavenaufständen vergleichbar wäre, bekannt. Einzelne Akte der Auflehnung von Sklaven gegen ihre Herrn sind selten überliefert; eine gerichtliche Verteidigungsrede erwähnt die versuchte Tötung eines Herrn durch seinen noch nicht zwölfjährigen Sklaven.

## Freilassung
Die Freilassung von Sklaven ist in Chios bereits im 6. Jahrhundert v. Chr. nachgewiesen. Die Praxis ist aber vermutlich älteren Ursprungs, da Freilassungen mündlich erfolgten. Formlose Freilassungen sind auch aus der klassischen Zeit bekannt. Es genügte, den Sklaven vor Zeugen und in der Öffentlichkeit für frei zu erklären, was in der Regel im Theater oder vor einem öffentlichen Gericht geschah. In Athen wurde diese Praxis im 6. Jahrhundert v. Chr. verboten, um öffentliche Unruhen zu vermeiden.
Ab dem 4. Jahrhundert v. Chr. wurden Freilassungen häufiger. Sie sind durch Steininschriften nachgewiesen, die in Tempeln, etwa in Delphi und Dodona, gefunden wurden und hauptsächlich aus dem 2. und 1. Jahrhundert v. Chr. und dem 1. Jahrhundert n. Chr. stammen. Die kollektive Freilassung von Sklaven war möglich; eine solche erfolgte beispielsweise auf der Insel Thasos im 2. Jahrhundert v. Chr. Dabei handelte es sich vermutlich um eine Belohnung für die Loyalität der Sklaven zu Kriegszeiten. Aber in den meisten Fällen zeugen die Quellen von einem freiwilligen Akt des Herrn (oder namentlich in der hellenistischen Zeit auch der Herrin) des Freigelassenen.
Um freigelassen zu werden, mussten sich die Sklaven oft durch Bezahlung ihres Marktwerts freikaufen. Dazu konnten sie bisweilen auch einen Kredit (ἔρανος éranos) von ihrem Herrn, einem Freund oder einem Kunden aufnehmen. Letzteres war öfters Prostituierten möglich, wie im berühmten Fall der Hetäre Neaira.
Die Freilassung erfolgte häufig als religiöser Akt, durch den der Sklave an einen Gott „verkauft“ wurde (häufig Apollon zu Delphi) oder nach seiner Freilassung dem Gott geweiht wurde. Der Tempel erhielt einen Teil der Freikaufssumme und garantierte die Gültigkeit des Vertrags. Die Freilassung konnte auch vor den weltlichen Behörden vorgenommen werden, in welchem Fall der Magistrat die Rolle des Gottes übernahm.
Der Herr entschied darüber, ob die Freilassung vollständig oder nur teilweise erfolgte. Im ersteren Fall war der Freigelassene rechtlich vor jeder Wiederversklavung (z. B. durch die Erben seines früheren Herrn) geschützt. Im letzteren Fall konnte der Freigelassene verschiedenen Verpflichtungen gegenüber seinem früheren Herrn unterworfen bleiben. Der einschränkendste Freilassungsvertrag war der paramone, eine Art zeitlich beschränkte Versklavung, die dem Herrn (oft bis zu seinem Tode) fast absolute Rechte über den Freigelassenen beließ.
In rechtlicher Hinsicht war der Freigelassene den freigeborenen Bürgern alles andere als gleichgestellt. Er war verschiedenen Verpflichtungen unterworfen, von denen man sich anhand von Platons Vorschlägen in den Gesetzen eine Vorstellung machen kann:

„Auch einen Freigelassenen soll man gefangen setzen dürfen, falls er seinem Freilasser gar keine oder doch nicht die gehörigen Ehren erweist. Zu diesen Ehren aber gehört es, daß er [der Freigelassene] jeden Monat dreimal sich in dessen Haus [des früheren Herrn] begebe und ihm angelobe, alles für ihn zu tun, was billig sei und in seinen Kräften stehe, und sich nur so zu verheiraten, wie es den Beifall seines gewesenen Herrn finde. Auch soll es ihm nicht verstattet sein, reicher als dieser zu werden, sondern was er mehr erwirbt, soll er an ihn abliefern. Auch soll er nicht länger als zwanzig Jahre sich im Staate aufhalten dürfen, sondern nach Ablauf dieser Frist gleich allen anderen Fremden unter Mitnahme seines ganzen Vermögens das Land verlassen, es sei denn, daß er sich von den Behörden und seinem Freilasser die Erlaubnis länger zu bleiben erwirkt hat.“

Insgesamt war der Status der Freigelassenen mit dem der niedergelassenen Fremden (Metöken) vergleichbar.

## Auffassungen

### Zeitgenössische Auffassungen

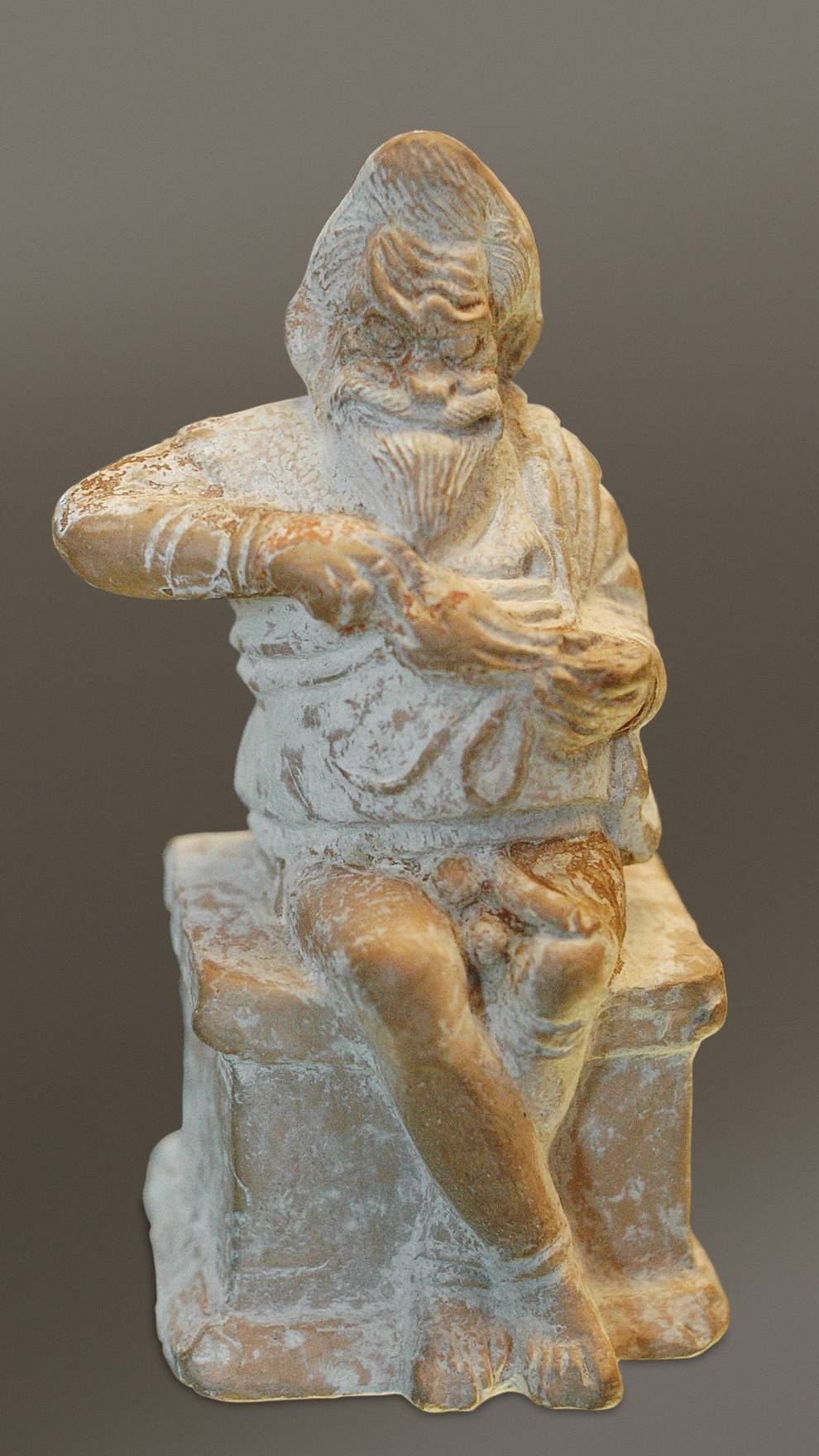
Ein Sklave sitzt auf einem Altar und öffnet den Geldbeutel, den er gestohlen hat. Um 400–375 v. Chr.

Kaum ein antiker Autor stellt die Sklaverei an sich in Frage – einzelne kritisieren nur, dass bestimmte Menschen zu Unrecht versklavt wurden. Bei Homer und den anderen vorklassischen Autoren ist die Sklaverei die unvermeidliche Folge des Krieges. So hält Heraklit fest: „Der Krieg ist der Vater von allem, der König über alles … er versklavt die einen und setzt die anderen frei.“
In der klassischen Zeit wurde die Sklaverei teils wirtschaftlich und gesellschaftlich begründet. Aischylos sagte über die Griechen, dass sie „keines Menschen Sklave oder Untertan sind“, während die Perser nach Euripides „allesamt Sklaven sind, bis auf einen Mann“ – den König. Andererseits kam die Idee der „natürlichen Sklaverei“ bestimmter Völker auf. Hippokrates vertrat im 5. Jahrhundert v. Chr. die Auffassung, dass das gemäßigte anatolische Klima die Bewohner der Region duldsam und unterwürfig gemacht habe. Diese Erklärung wurde von Platon aufgegriffen, dann auch von Aristoteles in der Politik: „Die Völker Asiens […] sind wohl intelligent und besitzen künstlerische Anlagen, aber es fehlt ihnen an Mut; daher leben sie in Unterwürfigkeit und Sklaverei.“
Laut Aristoteles ist ein Sklave, anders als ein Tier, zwar der Vernunft zugänglich, aber nicht in der Lage, Entscheidungen zu treffen. Allerdings musste er sich gegen die von den Sophisten vertretene „machtpositivistische“ Anschauung zur Wehr setzen, dass die Sklaverei eine Konvention sei und nur durch Gewalt aufrechterhalten werde. Tatsächlich handelte es sich bei der Mehrzahl der Sklaven um Kriegsgefangene, die teils Oberschichten entstammten und oft hochgebildet waren. Aristoteles erklärte daher dieses Gewaltverhältnis für natürlich, wobei er für die gebildeten Sklaven den Begriff des empsychon organon oder ktêma ti empsychon schuf, des gebildeten Werkzeugs bzw. Besitzes, der für das gute Leben des Besitzers zu sorgen hatte:

„Die zweite der einfachsten Natur-Verbindungen ist die zwischen Herrn und Knecht, zwischen Regierendem und Regiertem, und ihr Zweck ist die Erhaltung von beiden. Diese Verbindung, sage ich, ist natürlich. Denn wenn von zwei Menschen der eine den nötigen Verstand hat, um Beschlüsse für die vorliegenden Angelegenheiten zu fassen, der andere die nötigen Leibeskräfte, um das Beschlossene auszuführen: so ist der erste, vermöge seiner Natur, der Herr und Regierende; und der zweite ist, nach der seinigen, der Knecht und Gehorchende unter beiden. Und diese natürliche Oberherrschaft ist dem Untertan ebenso nützlich wie dem Oberherrn.“

Andererseits wandte er sich gegen einige Sophisten, die die egalitarische Auffassung entwickelt hatten, dass alle Menschen, ob Griechen oder Barbaren, derselben Rasse angehören und dass deshalb bestimmte Menschen Sklaven sind, obwohl sie die Seele eines Freien besitzen, und umgekehrt. Sie waren zu dem Schluss gelangt, dass wahre Sklaverei keine Frage des Status, sondern eine Frage des Geistes sei. Daher riet Menander: „Sei frei im Geiste, obwohl du ein Sklave bist, und dadurch hörst du auf, ein Sklave zu sein.“ Diese Meinung, welche die Stoiker und die Epikureer übernahmen, war nicht eigentlich eine Ablehnung der Sklaverei, sondern laut Garlan deren Trivialisierung. Aristoteles hielt trotz gewisser diesbezüglicher Zugeständnisse an die Sophisten im Sinne seiner Auffassung von einer natürlichen Sklaverei daran fest, dass die Sklaverei nur Anwendung finden könne, wo der Herr besser als der Sklave sei. Am radikalsten vertrat Alkidamas, ein Zeitgenosse des Aristoteles, der aber keine schriftlichen Werke verfasst zu haben scheint, die Ansicht, „die Natur“ habe „niemanden zu Sklaven gemacht“, jeder Mensch sei also frei geboren.
Doch eine Gesellschaft ohne Sklaven konnten sich die alten Griechen nicht vorstellen. Sklaven gibt es selbst im Wolkenkuckucksheim der Vögel von Aristophanes, ebenso wie in der utopischen Gesellschaft, die Platon in den Gesetzen und in der Politeia entwarf. Die utopischen Städte des Phaleas und des Hippodamos sehen die gleichmäßige Verteilung des Wohlstands unter allen vor, aber öffentliche Sklaven werden zur Arbeit eingesetzt. In den „auf den Kopf gestellten“ Städten der Komödien Lysistrata oder Die Weibervolksversammlung herrschen die Frauen über die Männer oder das Privateigentum wird abgeschafft, aber vom Ende der Sklaverei ist keine Rede. Die einzigen sklavenlosen Gesellschaften waren in der Vorstellung der Griechen die des vergangenen, mythologischen Goldenen Zeitalters, in dem niemand zu arbeiten brauchte, weil die Erde ohne Ackerbau Nahrung hervorbrachte, der Teig sich selbst knetete, der Weinkrug von selbst einschenkte und so fort.

### Spätere Auffassungen

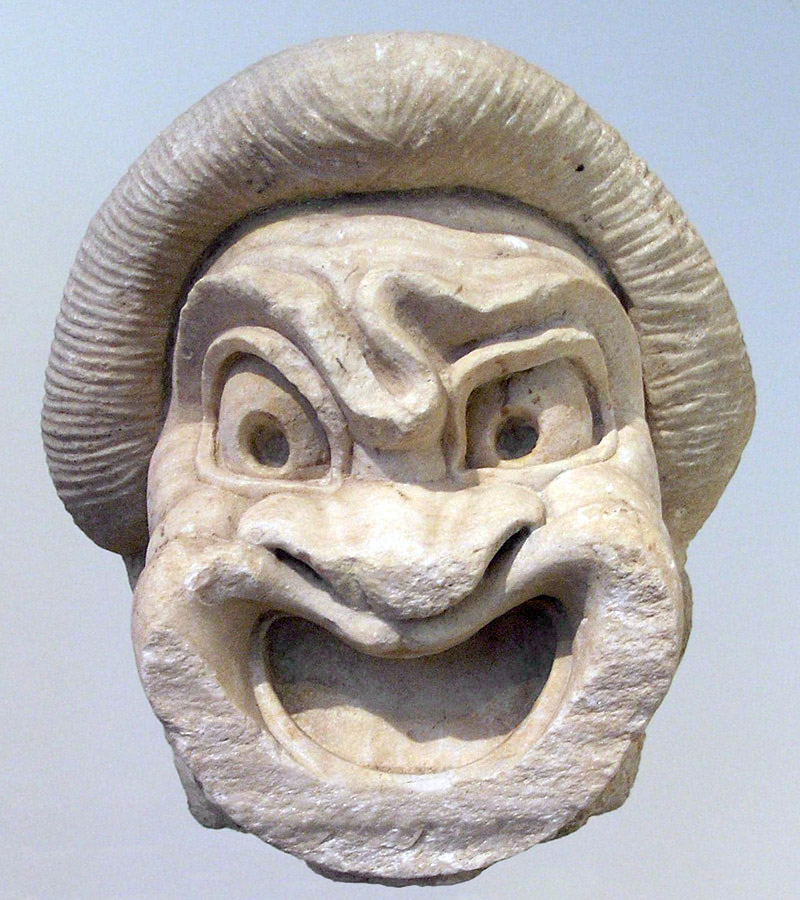
Theatermaske eines „Ersten Sklaven“ in der griechischen Komödie, 2. Jh. v. Chr.

Die Sklaverei im antiken Griechenland war während einer langen Zeit Gegenstand eines apologetischen christlichen Diskurses, welcher dem Christentum die Abschaffung der Sklaverei als Verdienst zuschrieb. Ab dem 16. Jahrhundert nahm der Diskurs vor dem Hintergrund der damals in den europäischen Kolonien praktizierten Sklaverei moralisierende Züge an. Einige Autoren priesen die zivilisierende Funktion der antiken Sklaverei, während andere ihre Missstände anprangerten. Zum Beispiel veröffentlichte Henri-Alexandre Wallon im Jahr 1847 eine Geschichte der Sklaverei in der Antike im Rahmen seines Kampfs gegen die Sklaverei in den französischen Kolonien.

#### Ideologisierung der Sklavereiforschung im 19. und 20.Jahrhundert
Im 19. Jahrhundert begann die politisch-wirtschaftliche Auseinandersetzung mit der antiken Sklaverei. Sie beschäftigte sich zunächst mit der Gliederung der Entwicklung menschlicher Gesellschaften in Phasen und mit der Einordnung der griechischen Sklaverei in diese Gliederung. Der Einfluss von Karl Marx (1818–1883) bestimmte die Debatten. Ihm zufolge zeichnete sich die Gesellschaft der Antike durch die Herausbildung des Privateigentums und durch die vorherrschende (statt früher zweitrangige) Bedeutung der Sklavenarbeit als Produktionsweise aus; hierfür prägte Marx den Begriff der Sklavenhaltergesellschaft.
Einen anderen fortwirkenden Akzent setzte Eduard Meyer (1855–1930), besonders in seinem Vortrag „Die Sklaverei im Altertum“ (1898). Darin machte er die Demokratie für die verstärkte Ausbreitung der Sklaverei verantwortlich:

„Gerade diejenige Gestaltung des Staates, von der man das am wenigsten erwarten sollte, hat der Sklaverei die Wege geöffnet: die Ausbildung des Rechtsstaats, die Beseitigung aller Standesunterschiede und politischen Vorrechte, die volle Durchführung der politischen Freiheit und rechtlichen Gleichheit für sämtliche Staatsangehörige, die Schöpfung einer Gesamtbürgerschaft, die alle Bürger als gleichberechtigt und gleichwertig betrachtet.“

Analog zum neuzeitlichen Industriekapitalismus konstatierte Meyer in den mit Gewerbe und Handel zu Wohlstand gelangenden Poleis einen zunehmenden Arbeitskräftebedarf, der wesentlich durch Sklaven gedeckt wurde. „Das ist die Wurzel“, so Meyer, „aus der die Sklaverei zu ökonomischer Bedeutung erwachsen ist. Für geringes Kapital kann der Unternehmer sich eine Arbeitskraft kaufen, die er für seine Zwecke anlernen und bis ans Ende voll ausnutzen kann.“
Meyers Sicht hat nach Meinung von Moses I. Finley (1912–1986) das Bild der nichtmarxistischen Forschung zur antiken Sklaverei in Deutschland bis in die 1960er Jahre geprägt, obwohl sein Vortrag nur eine Folge von Behauptungen enthalte und die „fundamentalsten Regeln historischer Forschung“ verletze.
Noch als 1951 in Mainz ein Forschungsprogramm zur antiken Sklaverei gegründet wurde, habe man Meyers Deutung beibehalten, die nach Finley darauf zielte, die Sklaverei als „historisch unbedeutend, als eine Nebenerscheinung der politischen Entwicklung des Stadtstaates“ beiseitezuschieben. Leiter und Koordinator des Mainzer Projekts wurde Joseph Vogt (1895–1986). „Der elementare Lebensdrang und die Hingabe an die geistige Schau hatten beide die Sklaverei als Postulat“, heißt es in Vogts zuerst 1953 publiziertem Beitrag Sklaverei und Humanität im klassischen Griechentum. „Diese hellenischen Grundkräfte haben der Armut des Landes, der Ungunst des Klimas, dem Widerstand einer feindlichen Welt das Wunderwerk der Polis und ihrer Kultur abgetrotzt. Zu den Opfern, die die Griechen auf ihrem Weg zu bringen hatten, gehört die Sklaverei und der mit ihr verbundene Verlust an Humanität.“ Mit erkennbarem Befremden zitiert Finley auch das von Vogt anvisierte Forschungsziel der Suche nach einem Bestimmungsmaßstab, ob es sich bei der Sklaverei „um eine gutartige Zellenbildung oder um einen Krebs im Fleisch der antiken Gesellschaft handelt.“
Auf einem Höhepunkt des Kalten Krieges im Jahre 1960 wurde die antike Sklaverei, wie Finley berichtet, zu einem Hauptstreitgegenstand auf dem Internationalen Historikerkongress in Stockholm, insbesondere zwischen ostdeutschen Marxisten und westdeutschen Marxismusgegnern. Dass diese Konfrontation sich aus mächtigen Zeitströmungen speiste, zeigt sich u. a. darin, dass die historische Zeitschrift Saeculum den ganzen Jahrgang 1960 der Kritik des Marxismus widmete.

#### Schwerpunkte der gegenwärtigen Forschung
In welchem Verhältnis Demokratie und Sklaverei im antiken Griechenland standen, ist bis heute umstritten. Für den deutschen Althistoriker Egon Flaig (* 1949) „verlangt stärkste Freiheit nach schlimmster Sklaverei“: Die attische Demokratie setzte die Abkömmlichkeit aller Vollbürger voraus, die an den Beratungen der Volksversammlung teilnahmen und jährlich in politische Ämter gewählt oder gelost werden konnten. Sklaverei sei die notwendige Bedingung für diese hohe Bürgerpartizipation gewesen. Walter Ameling (* 1958) argumentiert dagegen, dass mittelgroße attische Bauernhöfe im 5. und 4. Jahrhundert zu wenig Ertrag abgeworfen hätten, um noch Sklaven zu ernähren; die Bauern hätten sich mit Familienangehörigen und Tagelöhnern beholfen und kaum eine Chance gehabt, an den demokratischen Entscheidungsprozessen teilzunehmen. Dass „die bürgerliche Identität des zahlenmäßig größten Bevölkerungsanteils […] so auf Sklavenarbeit beruht haben“ soll, sei eine „Fiktion“.
Nach Ansicht des Althistorikers Yvon Garlan stehen zu Beginn des 21. Jahrhunderts zwei Fragen anhaltend im Zentrum des wissenschaftlichen Diskurses über die Sklaverei im antiken Griechenland:
- Trifft der Begriff „Sklavenhaltergesellschaft“ das Kernmerkmal dieser historischen Epoche?
- Stellten die griechischen Sklaven eine eigenständige soziale Klasse dar?[150]